# Darin (album)
Darin è il secondo ed eponimo album in studio del cantautore svedese Darin, pubblicato nel 2005.

## Tracce
1. Intro – 0:37
2. Move – 3:44
3. Step Up – 3:07
4. Who's That Girl – 3:26
5. Doin Dirt – 3:12
6. Laura – 2:53
7. Walk the Distance – 3:14
8. Be What You Wanna Be – 3:30
9. Want Ya! – 3:19
10. You Don't Hear Me – 4:16
11. Sail the Ocean – 4:23

## Classifiche
| Classifica | Posizione |
| ---------- | --------- |
| Finlandia  | 13        |
| Svezia     | 1         |